# Kid Thomas Valentine
Thomas Valentine, genannt Kid Thomas (Valentine) (* 3. Februar 1896 in Reserve (Louisiana); † 18. Juni 1987 in New Orleans), war ein US-amerikanischer Jazztrompeter und Bandleader des New Orleans Jazz.
Kid Thomas kam in seiner Jugend nach New Orleans, spielte in der Pickwick Brass Band (1910), erwarb sich einen Ruf als hot Trompeter und gründete mit Edmond Hall und anderen Mitgliedern von dessen Familie 1914 eine Band. Ab 1926 leitete er eine eigene Band (Algier Stompers), die vor allem im Vorort Algiers jenseits des Mississippi spielte. Im Gegensatz zu den meisten anderen Jazzmusikern behielt er seinen bluesgefärbten Tanzband-Stil des New Orleans der Vor-Armstrong-Ära auch später bei. Er fand damit in den 1950er Jahren in New Orleans eine größere Anhängerschaft. 
Erste Aufnahmen machte er 1951 und 1960 als auch 1961 wurde er unter eigenem Namen für die Reihe New Orleans: The Living Legends von Riverside aufgenommen. Ab 1961 spielte er regelmäßig in der Preservation Hall und tourte mit Preservation Hall Orchestern häufig in Europa und einmal in der Sowjetunion. Er spielte häufig mit George Lewis. Ebenfalls in den 1960ern nahm er mit eigener Band und mit der Easy Riders Jazz Band von Big Bill Bissonnette (mit der er auch viel tourte) bei Jazz Crusade auf. Er leitete noch in den 1980er Jahren Bands in der Preservation Hall, überließ das Spiel aber meist dem Trompeter Wendell Brunious. Er ist auch auf Aufnahmen von Jim Robinson, Captain John Handy und Dee Dee Pierce zu hören.